# Église Sainte-Marie-Majeure de Vélez-Málaga
Vous pouvez aider à l'améliorer ou bien discuter des problèmes sur sa page de discussion.
- Il ne cite pas suffisamment ses sources. Vous pouvez indiquer les passages à sourcer avec {{référence nécessaire}} ou {{Référence souhaitée}}, et inclure les références utiles en les liant aux notes de bas de page. (Marqué depuis août 2017)
- Il doit être recyclé. La réorganisation et la clarification du contenu sont nécessaires. (Marqué depuis août 2017)

- Archive Wikiwix
- Bing
- Cairn
- DuckDuckGo
- E. Universalis
- Gallica
- Google
- G. Books
- G. News
- G. Scholar
- Persée
- Qwant
- (zh) Baidu
- (ru) Yandex
- (wd) trouver des œuvres sur Wikidata

L’église Sainte-Marie-Majeure (espagnol : iglesia de Santa María la Mayor) est une église catholique située dans le centre historique de Vélez-Málaga, dans la province de Málaga, en Espagne. Elle a été construite sur les restes d'une ancienne mosquée aljama à la fin du XVe siècle. À l'intérieur se trouve un retable de la Renaissance situé au-dessus de l'autel principal. Le Musée de la Semaine Sainte de Vélez-Málaga se trouve ici.
Bâtie en 1487, l'église est l'église principale du centre historique de la ville. Elle présente les caractéristiques du style mudéjar et gothique. Elle suit un plan basilical contenant trois nefs, séparés par des piliers surmontés d'arcs, et  se termine par une abside carée. Le plafond est en bois et à caissons.
Le cloître comporte des arcs en plein cintre. Le clocher est  de forme carrée et est construit avec des briques. Il semble qu'il soit en lieu et place de l'ancien minaret de la mosquée sur laquelle il est bâti[réf. nécessaire].